# Etiënne Reijnen
Etiënne Reijnen (Zwolle, 5 april 1987) is een Nederlands voormalig voetballer die doorgaans als verdediger speelde. Hij speelde 15 seizoenen betaald voetbal en kwam uit voor FC Zwolle, AZ, SC Cambuur, FC Groningen, Maccabi Haifa en opnieuw PEC Zwolle.

## Carrière

### Voetballer
Reijnen kwam in de jeugd uit voor de amateurclubs ROHDA Raalte, WVF en in de jeugd voor betaaldvoetbalclub Vitesse. Reijnen maakte zijn debuut bij FC Zwolle in het seizoen 2005/06. Reijnen speelde tot en met januari 2011 voor FC Zwolle. Op 30 januari 2011 werd bekend dat AZ de speler een contract voor drieënhalf jaar aanbood. Reijnen ging hiermee akkoord en maakte de overstap naar AZ. In 2014 werd bekend dat Reijnen transfervrij de overstap van AZ naar SC Cambuur zou maken. Reijnen tekende een tweejarig contract. Een seizoen later vertrok hij uit Leeuwarden en maakte hij de overstap naar FC Groningen Hij tekende in Groningen voor drie seizoenen. Nadat hij in de winter te horen kreeg dat zijn contract niet werd verlengd mocht hij van de club op zoek naar een nieuwe werkgever. Zonder vergoeding ging hij in de winterstop van het seizoen 2018/19 naar Israël, om daar te spelen voor Maccabi Haifa Na een half jaar vertrok hij echter, om terug te keren bij zijn oude club PEC Zwolle. In mei 2020 maakte hij bekend om te stoppen met professioneel voetbal. Hij speelde in totaal meer dan 380 wedstrijden in het betaalde voetbal.

### Voetbaltrainer
Na zijn actieve spelersloopbaan ging Reijnen aan de slag als assistent-trainer van Dick Schreuder bij PEC Zwolle. In het voorjaar van 2023 werd bekend dat Reijnen die positie in zou ruilen voor de rol van technisch directeur bij Cambuur. Na enkele maanden bij de Leeuwarders werd hij aangesteld als analist en adviseur van de technische staf van Feyenoord, waar hij nauw zou gaan samenwerken met oud-teamgenoot Arne Slot als opvolger van Marino Pusic. Na het vertrek van Slot bleef Reijnen aan bij Feyenoord, omdat hij niet in aanmerking kwam voor een werkvergunning in het Verenigd Koninkrijk vanwege het ontbreken van het juiste trainersdiploma.

## Statistieken
| Seizoen         | Club            | Competitie      | Competitie | Competitie | Beker | Beker | Internationaal | Internationaal | Overig | Overig | Totaal | Totaal |
| Seizoen         | Club            | Competitie      | Wed.       | Dlp.       | Wed.  | Dlp.  | Wed.           | Dlp.           | Wed.   | Dlp.   | Wed.   | Dlp.   |
| --------------- | --------------- | --------------- | ---------- | ---------- | ----- | ----- | -------------- | -------------- | ------ | ------ | ------ | ------ |
| 2005/06         | FC Zwolle       | Eerste divisie  | 1          | 0          | 0     | 0     | –              | –              | –      | –      | 1      | 0      |
| 2006/07         | FC Zwolle       | Eerste divisie  | 21         | 0          | 0     | 0     | –              | –              | –      | –      | 21     | 0      |
| 2007/08         | FC Zwolle       | Eerste divisie  | 35         | 4          | 0     | 0     | –              | –              | –      | –      | 35     | 4      |
| 2008/09         | FC Zwolle       | Eerste divisie  | 29         | 2          | 4     | 0     | –              | –              | 3      | 0      | 36     | 2      |
| 2009/10         | FC Zwolle       | Eerste divisie  | 37         | 3          | 1     | 0     | –              | –              | 2      | 0      | 40     | 3      |
| 2010/11         | FC Zwolle       | Eerste divisie  | 21         | 0          | 2     | 0     | –              | –              | –      | –      | 23     | 0      |
| 2010/11         | AZ              | Eredivisie      | 0          | 0          | 0     | 0     | –              | –              | –      | –      | 0      | 0      |
| 2011/12         | AZ              | Eredivisie      | 15         | 0          | 2     | 0     | 5              | 0              | –      | –      | 22     | 0      |
| 2012/13         | AZ              | Eredivisie      | 31         | 2          | 6     | 0     | 2              | 0              | –      | –      | 39     | 2      |
| 2013/14         | AZ              | Eredivisie      | 9          | 0          | 4     | 0     | 4              | 0              | –      | –      | 17     | 0      |
| 2014/15         | SC Cambuur      | Eredivisie      | 33         | 1          | 4     | 0     | –              | –              | –      | –      | 37     | 1      |
| 2015/16         | SC Cambuur      | Eredivisie      | 1          | 0          | 0     | 0     | –              | –              | –      | –      | 1      | 0      |
| 2015/16         | FC Groningen    | Eredivisie      | 32         | 0          | 2     | 0     | 5              | 0              | 2      | 0      | 41     | 0      |
| 2016/17         | FC Groningen    | Eredivisie      | 27         | 0          | 1     | 0     | –              | –              | 2      | 0      | 30     | 0      |
| 2017/18         | FC Groningen    | Eredivisie      | 8          | 0          | 2     | 0     | –              | –              | –      | –      | 10     | 0      |
| 2017/18         | Maccabi Haifa   | Ligat Ha'Al     | 8          | 0          | 0     | 0     | –              | –              | –      | –      | 8      | 0      |
| 2018/19         | Maccabi Haifa   | Ligat Ha'Al     | 19         | 0          | 2     | 0     | –              | –              | –      | –      | 21     | 0      |
| 2019/20         | PEC Zwolle      | Eredivisie      | 4          | 0          | 0     | 0     | –              | –              | –      | –      | 4      | 0      |
| Carrière totaal | Carrière totaal | Carrière totaal | 331        | 12         | 32    | 0     | 16             | 0              | 9      | 0      | 387    | 12     |

## Erelijst
AZ
| Nationaal  |    |         |
| KNVB beker | 1x | 2012/13 |